# Borgfelde
Borgfelde è un quartiere (Stadtteil) di Amburgo, appartenente al distretto (Bezirk) di Hamburg-Mitte. Con una superficie di meno di un chilometro quadrato è uno dei più piccoli quartieri della città anseatica. Si estende all'est della stazione metropolitana Berliner Tor e vi passa la Bundesstraße 5 dal centro della città in direzione di Berlino.
A Borgfelde si trova la Missione Cattolica Italiana di Amburgo.